# Gerardo Godoy
Gerardo Alexis Godoy nacido en Córdoba, Argentina, 6 de enero de 1982 (43 años). Es un futbolista argentino que juega de portero, mide 1,82. Actualmente es parte del plantel de Jorge Newbery de Villa Mercedes del Torneo Federal B. Se inició en Belgrano. 

## Clubes
| Club                            | País      | Períodos |
| ------------------------------- | --------- | --- |
| Belgrano                        | Argentina | 2002 - 2007 |
| Gimnasia y Esgrima (M)          | Argentina | 2007 - 2010 |
| Racing de Córdoba               | Argentina | 2010 - [2013 Club atlético Mitre Santiago del Estero Argentina 2013-2014 Club atlético alumni de villa maria Argentina 2014 Club atlético racing de Córdoba Argentina 2015-2016 |
| Jorge Newbery de Villa Mercedes | Argentina | 2017 - Presente |